# Крупский, Илья Алексеевич
Илья́ Алексе́евич Кру́пский (укр. Ілля Олексійович Крупський; род. 2 октября 2004, Винница) — украинский футболист, защитник клуба «Металлист 1925» и молодёжной сборной Украины.

## Клубная карьера
Воспитанник ДЮСШ города Винницы и запорожского «Металлурга».
В феврале 2021 года перешел в «Ворсклу». За первую команду полтавчан дебютировал 1 мая 2021 в проигранном (1:5) домашнем поединке 24-го тура Премьер-лиги против киевского «Динамо». Илья вышел на поле на 75-й минуте, заменив Руслана Степанюка.

## Статистика
| Выступление      | Выступление      | Выступление      | Лига | Лига | Итого | Итого |
| Клуб             | Лига             | Сезон            | Игры | Голы | Игры  | Голы  |
| ---------------- | ---------------- | ---------------- | ---- | ---- | ----- | ----- |
| Ворскла          | УПЛ              | 2022             | 2    | 0    | 2     | 0     |
| Всего за карьеру | Всего за карьеру | Всего за карьеру | 2    | 0    | 2     | 0     |

## Достижения

### Командные
«Ворскла»
- Финалист Кубка Украины: 2023/24

Сборная Украины
- Победитель турнира в Тулоне: 2024

### Личные
- Лучший игрок года в «Ворскле»: 2024